# Remuș
Remuș – wieś w Rumunii, w okręgu Giurgiu, w gminie Frătești. W 2011 roku liczyła 2020 mieszkańców.